# معمای مسافر
معمای مسافر یک مسئله از نوع بازی‌های مجموع-ناصفر در نظریه بازی‌ها به شمار می‌آید که اولین بار در سال ۱۹۹۴ توسط کاوشیک باسو مطرح شد و نشان می‌دهد چطور بازیکن با انتخاب گزینهٔ به اصطلاح غلط، سود بیشتری نسبت به زمانی که انتخاب منطقی انجام می‌دهد، می‌کند.

## شرح معما
دو مسافر در سفری دو سوغاتی ارزشمند یکسان خریداری می‌کنند. هنگام بازگشت متوجه می‌شوند بارهای هردوی آن‌ها که سوغاتی در آن‌ها بوده، در هواپیما آسیب دیده‌است. مسئول هواپیمایی حاضر است خسارت هرکدام را پرداخت کند با این حال از آن‌جا که قیمت اصلی سوغاتی را نمی‌داند و از مسافرها هم نمی‌تواند بپرسد چرا که ممکن است قیمتی بالاتر بگویند، یک روش پیچیده‌تر برای محاسبه خسارت طراحی می‌کند. او از هریک می‌خواهد که قیمت سوغاتی را که عددی بین ۲ تا ۱۰۰ تومان است، بدون مشورت با یکدیگر، روی کاغذی بنویسد. اگر هردو مسافر عدد یکسانی نوشتند، مسئول هواپیمایی فرض می‌کند که حقیقت را گفته‌اند و به هریک به اندازه همان قیمت خسارت پرداخت می‌کند. اگر یکی از آن‌ها قیمتی کمتر از دیگری بنویسد، مسئول فرض را بر این می‌گذارد که فردی که قیمت کمتر را نوشته است، حقیقت را می‌گوید و قیمت کمتر را به عنوان خسارت به هردو پرداخت می‌کند با این حال به عنوان پاداش به کسی که قیمت کمتر را گفته، دو تومان بیشتر خسارت می‌پردازد و به فرد دیگر دو تومان کمتر. حال سؤال اصلی این است که این دو فرد چه مبلغی را باید بنویسند تا سود بیشتری کنند؟

## پاسخ معما
نکتهٔ قابل توجه دربارهٔ این مسئله این است که اگر مطابق با نظریه بازی‌ها، بازی شود هر دو بازیکن باید مبلغ ۲ تومان را روی برگه بنویسند. این انتخاب به وضوح مخالف عقل سلیم می‌باشد با این حال می‌توان به صورت زیر انتخاب ۲ تومان را به کمک تعادل نش اثبات کرد:
فرد الف که بارش آسیب دیده است ابتدا نوشتن ۱۰۰ تومان، که بیشترین مقدار است را مدَنظر قرار می‌دهد. با این حال با کمی فکر متوجه می‌شود فرد ب نیز به نتیجهٔ مشابه‌ای دست خواهد یافت. پس تصمیم می‌گیرد مقدار ۹۹ تومان را بنویسد چون در این صورت اگر فرد ب مقدار ۱۰۰ تومان بنویسد، الف ۱۰۱ تومان دریافت می‌کند. اما از آن‌جایی که فرد ب نیز مانند فرد الف منطقی فکر می‌کند، ممکن است به نتیجه یکسانی برسد پس الف دوباره نظرش را عوض می‌کند و مبلغ ۹۸ تومان را در نظر می‌گیرد. چرا که اگر ب مبلغ ۹۹ تومان را بنویسد، الف ۱۰۰ تومان دریافت می‌کند. با این حال این مبلغ نیز توسط الف رد می‌شود چرا که ب مشابه او فکر می‌کند و او نیز مبلغ ۹۸ تومان را انتخاب می‌کند. این چرخه تصمیم‌گیری دائماً تکرار می‌شود تا زمانی که فرد الف به مقدار ۲ تومان برسد. مشابه او، فرد ب نیز به همین نتایج می‌رسد. با وجود این که این جواب طبق تعادل نش به دست می‌آید، واضح است که به هیچ عنوان سودمند نیست. در واقع تنها در حالتی که فرد مقابل ۲ تومان را انتخاب کند بهترین انتخاب فرد دیگر نیز ۲ تومان خواهد بود.

## ماتریس نتایج
|     | ۱۰۰      | ۹۹      | ۹۸      | ۹۷     | ⋯ | ۳    | ۲    |
| ۱۰۰ | 100, 100 | 97, 101 | 96, 100 | 95, 99 | ⋯ | 1, 5 | 0, 4 |
| ۹۹  | 101, 97  | 99, 99  | 96, 100 | 95, 99 | ⋯ | 1, 5 | 0, 4 |
| ۹۸  | 100, 96  | 100, 96 | 98, 98  | 95, 99 | ⋯ | 1, 5 | 0, 4 |
| ۹۷  | 99, 95   | 99, 95  | 99, 95  | 97, 97 | ⋯ | 1, 5 | 0, 4 |
| ⋮   | ⋮        | ⋮       | ⋮       | ⋮      | ⋱ | ⋮    | ⋮    |
| ۳   | 5, 1     | 5, 1    | 5, 1    | 5, 1   | ⋯ | 3, 3 | 0, 4 |
| ۲   | 4, 0     | 4, 0    | 4, 0    | 4, 0   | ⋯ | 4, 0 | 2, 2 |

 انتخاب‌های فرد الف در ستون سمت راست به رنگ قرمز نمایش داده شده‌اند و انتخاب‌های فرد ب در سطر بالا به رنگ آبی. در هرخانه خسارتی که به فرد الف پرداخت می‌شود به رنگ قرمز و خسارت فرد ب به رنگ آبی مشخص شده است.

## نتایج تجربی
آزمایش‌های مختلفی تا به امروز انجام شده‌اند تا رفتار واقعی افراد در مواجه با این معما سنجیده شود. یکی از این آزمایش‌ها آزمایشی است که در دانشگاه ویرجینیا انجام شد. در این آزمایش مقدار ۸۰ تا ۲۰۰ سنت به عنوان خسارت تعیین شد. هم‌چنین میزان پاداش/ضرر نیز به طور متغیر و بین ۵ تا ۸۰ سنت در آزمایش‌های مختلف در نظر گرفته شد. هدف از این کار پاسخ به این سؤال بود که آیا میزان پاداش/ضرر روی نحوهٔ بازی افراد تأثیر دارد یا خیر. نکته قابل توجه این است که مقدار انتخابی توسط دو بازیکن طبق تعادل نش ۸۰ سنت خواهد بود و این مقدار به میزان پاداش/ضرر ارتباطی ندارد. در این آزمایش همان‌گونه که حدس زده می‌شد بازیکنان به طور معمول از استراتژی نش که مقدار ۸۰ سنت را پیش‌بینی می‌کرد استفاده نکردند. میانگین انتخاب آن‌ها با پاداش ۵ سنت نزدیک به ۱۸۰ و با پاداش ۸۰ سنت نزدیک به ۱۲۰ سنت بود. این نتایج نشان می‌دهد که برخلاف جواب به دست آمده از تعادل نش، انتخاب بازیکنان وابسته به میزان پاداش/ضرر است و هرچه مقدار پاداش بیشتر باشد احتمال این که انتخاب بازیکنان به جواب تعادل نش نزدیک باشد، بیشتر می‌شود.

## دوراهی زندانی
معمای مسافر را می‌توان به گونه‌ای دیگر نیز بیان کرد. در معمای جدید دو مسافر تنها بین دو گزینهٔ ۲ و ۳ تومان به عنوان خسارت حق انتخاب دارند که در این صورت این معما به دوراهی زندانی تبدیل می‌شود. به بیان دیگر معمای مسافر شکل بسط یافته دوراهی زندانی می‌باشد.